# Vanellus malabaricus
La pavoncella indiana dalle caruncole gialle (Vanellus malabaricus, Boddaert, 1783), è un uccello della famiglia dei Charadriidae.

## Distribuzione e habitat
Questo uccello vive in Pakistan, India, Bangladesh, Nepal, Birmania, Sri Lanka e Malaysia.